# Metro do Porto
La Metro di Porto (in portoghese Metro do Porto, "Metro del Porto") è la rete tranviaria moderna della città di Porto, in Portogallo inaugurata nel 2002.

## Storia
La città è la seconda del Portogallo: la popolazione della municipalità vera e propria è relativamente ridotta (240 000 abitanti), ma l'area metropolitana arriva a 1 700 000, andando così a giustificare una infrastruttura denominata ufficialmente "Metro", in realtà costituita da una tranvia con alcuni tratti in sotterranea.
Il progetto venne incentivato dal presidente della Câmara Municipal do Porto, Fernando Gomes. La prima linea, la linea A che collega Senhor de Matosinhos alla stazione di Trindade, venne inaugurata il 7 dicembre 2002 dall'allora primo ministro Durão Barroso. In questa prima fase, la rete comportava 11,8 km di binari in superficie e 18 stazioni, con l'antico tunnel ferroviario di Lapa come unico tratto sotterraneo, riconvertito per l'occasione per la rete metropolitana. Il 5 giugno 2004, la linea venne estesa fino allo stadio del Dragão, per via del Campionato Europeo di Calcio Euro 2004.

## Rete
- La linea A (linea blu) tra Senhor de Matosinhos e Trindade è stata la prima linea della metropolitana di Porto. La linea è stata estesa nel 2004 a Estádio do Dragão.
- La linea B (linea rossa) è stata aperta il 14 aprile 2005.
- La linea C (linea verde) doveva essere aperta il 30 luglio 2005, raggiungendo il centro di Maia. Dopo una proroga di ISMAI è stata aperta nel marzo del 2006.
- La linea D (linea gialla) si è dimostrata la più problematica da costruire ed è stata inaugurata nel 2005. La linea va da João de Deus e Vila Nova de Gaia. Le stazioni di L'Ospedale São João e IPO sono stati messi in servizio nell'aprile 2006 per motivi di sicurezza.
- La linea E (linea viola) è stata inaugurata il 27 maggio 2006, e collega l'Aeroporto Francisco Sá Carneiro e Campanhã. Diverse settimane dopo, la linea è stata prolungata fino al Estádio do Dragão.
- La linea F (linea arancione) è stata aperta il 2 gennaio 2011, e collega il centro della città di Porto alla regione di Gondomar ad est. Questa linea è estesa tra Senhora da Hora e Fânzeres.

La rete ha 5 linee indipendenti e raggiunge sei comuni all'interno dell'area metropolitana di Porto (Porto, Maia, Matosinhos, Póvoa de Varzim, Vila do Conde e Vila Nova de Gaia) per un totale di 80 stazioni operative in 67 km di tracciato. La maggior parte del sistema è al livello del suolo. Il sistema è gestito da Transdev.
Per la realizzazione dell'infrastruttura si è utilizzato in gran parte (quasi il 70%) il sedime di due preesistenti ferrovie a scartamento ridotto, la Linha de Matosinhos e la Linha da Póvoa ampiamente ristrutturato.

## Materiale rotabile
Il materiale rotabile è di origine ADtranz, poi incorporata dalla Bombardier.